# Naiboa
La naiboa es una comida típica de la región de Barlovento, y la costa oriental en Venezuela.

## Descripción
Es un alimento dulce que se prepara mediante la unión de dos tortas crujientes de casabe (pan ácimo, delgado y circular hecho de harina de yuca), en medio de las cuales se coloca papelón (alimento confeccionado con el jugo de la caña de azúcar), queso blanco rallado y semillas de anís, posteriormente se hornean para dorarlas. También puede prepararse con una sola torta de casabe y esparcirle los ingredientes por encima. En el oriente del país se consigue una variante rellena de coco y azúcar morena, resultando una torta menos tostada que la barloventeña. A veces se decora con harina de yuca, formando dibujos, o las iniciales de un nombre para dedicárselas a algún amigo o familiar.
El casabe a emplear es el llamado casabe galleta ya que es más delgado y más fácil de comer.